# Krotoszyn
Krotoszyn (niem. Krote, Krotoschen) – miasto w województwie wielkopolskim, na Wysoczyźnie Kaliskiej, siedziba powiatu krotoszyńskiego i gminy Krotoszyn. W XV wieku Krotoszyn należał do rodu Krotowskich.
Według danych z 31 grudnia 2019 miasto liczyło 28 804 mieszkańców.

## Położenie
Krotoszyn położony w południowej Wielkopolsce, około 108 km na południe od Poznania i około 26 km na zachód od Ostrowa Wielkopolskiego.
W latach 1975–1998 miasto administracyjnie należało do województwa kaliskiego.
Według podziału regionalnego Polski J. Kondrackiego i J. Ostrowskiego Krotoszyn leży w prowincji Niżu Środkowoeuropejskiego, prowincji Nizin Środkowopolskich w makroregionie Niziny Południowowielkopolskiej i mezoregionie Wysoczyzny Kaliskiej. Według szczegółowego podziału geomorfologicznego Bogumiła Krygowskiego Krotoszyn leży w regionie Wysoczyzny Kaliskiej w subregionie Wału Krotoszyńskiego. Przeważającą formą na terenie miasta i gminy jest wysoczyzna morenowa płaska, która zajmuje około 75% powierzchni gminy. Jest to w zasadzie morena denna, powstała podczas stadiału Warty, zlodowacenia Odry (środkowopolskiego). Dlatego też większą część tego obszaru zajmują osady akumulacji lodowcowej, reprezentowane głównie przez gliny zwałowe.

## Historia
Znany od 1405 roku (pierwsza udokumentowana wzmianka o wsi Crothoszino). W 1414 roku niedaleko wsi Krotoszyn założył miasto uczestnik bitwy pod Grunwaldem, Wierzbięta Krotoski. Od tego czasu wieś zaczęto określać jako Stary Krotoszyn. W 1415 gród został lokowany na prawie magdeburskim i był odtąd w dokumentach nazywany Nowym Krotoszynem lub po prostu Krotoszynem. Prawa miejskie zostały nadane przywilejem Władysława Jagiełły. W czasie wojny trzynastoletniej Krotoszyn  wystawił w 1458 roku 2 pieszych na odsiecz oblężonej polskiej załogi Zamku w Malborku. Miasto było niszczone kilkakrotnie podczas pożarów (1453, 1638, 1774) i wojen (potop szwedzki, wojna północna), mimo tego za każdym razem było odbudowywane i rozwijało się pomyślnie. W 1628 roku osiedlili się tu protestanci uciekający z Niemiec. W XVII wieku miasto otoczono fosą i wałem obronnym z trzema bramami. W XVIII wieku Krotoszyn liczył już około 4 tysięcy mieszkańców. W tym też wieku miasto zasłynęło z wielkich jarmarków krotoszyńskich, na których sprzedawano za każdym razem około 1000 wołów.
W 1793 roku Krotoszyn znalazł się w zaborze pruskim. W pruskim podziale administracyjnym Krotoszyn był miastem powiatowym (1793-1919). Swoją siedzibę miał tu landrat powiatu Krotoszyn. W 1819 roku miasto nabył książę bawarski Karol Aleksander von Thurn und Taxis. Książęta tego rodu utworzyli na okolicznych terenach latyfundium nazywane księstwem krotoszyńskim (1819-1927).
Wiek XIX i początek wieku XX, to okres uprzemysłowienia Krotoszyna, ale także przyspieszonego rozwoju rzemiosła (kuśnierstwo, garbarstwo, szewstwo), szkolnictwa (gimnazjum, seminarium nauczycielskie), spółdzielczości (polska kasa pożyczkowa, Bank Ludowy, Towarzystwo Rolnicze, Towarzystwo Pszczelarzy) i rolnictwa (XIX wiek, cykoria). Według spisu urzędowego z 1837 roku miasto liczyło 6266 mieszkańców, którzy zamieszkiwali 653 dymy (domostwa). W 1910 roku Krotoszyn zamieszkiwało 13 tysięcy osób.
Mieszkańcy Krotoszyna brali czynny udział w powstaniu wielkopolskim. Miasto zostało zdobyte przez Polaków 1 stycznia 1919 roku, między innymi dzięki interwencji pociągu pancernego Poznańczyk. W latach międzywojennych nastąpiło zahamowanie rozwoju miasta.

### Okres II wojny światowej

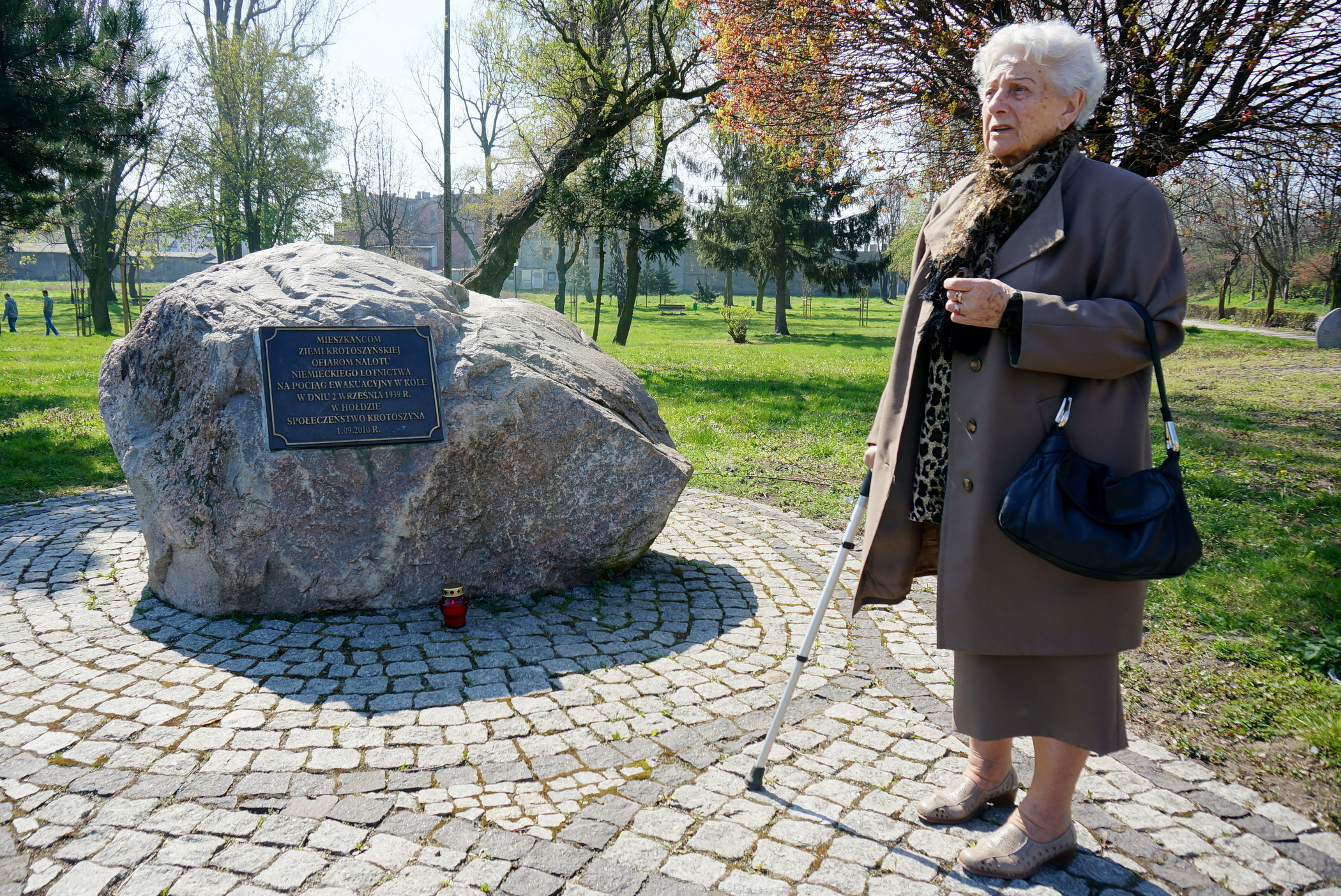
Ul. Dworcowa, kamień poświęcony ofiarom nalotu niemieckiego lotnictwa na cywilny pociąg ewakuacyjny w dniu 2 września 1939 r.

2 września 1939 roku na dworcu kolejowym w Kole doszło do nalotu na pociąg ewakuacyjny z Krotoszyna, w wyniku którego zginęło od 100 do 300 osób.
Okupacja hitlerowska trwała w mieście od 3 września 1939 do 23 stycznia 1945. Krotoszyński 56 Pułk Piechoty Wielkopolskiej wsławił się w 1939 roku obroną położonego blisko granicy Krotoszyna oraz obroną Warszawy, o czym wspomniał w pożegnalnym rozkazie generał Juliusz Rómmel.
Od września do końca roku w mieście działała niemiecka grupa operacyjna Einsatzgruppe VI prowadząca czystki etniczne w ramach akcji T4, Intelligenzaktion oraz operacji Tannenberg.
W czasie II wojny światowej w latach 1939–1941 z miasta wysiedlono większość Polaków do Generalnego Gubernatorstwa, a w zamian sprowadzono Niemców w ramach akcji Heim ins Reich. Niemcy zniszczyli także pomnik Józefa Piłsudskiego odsłonięty w Krotoszynie w czerwcu 1932 roku.

### Okres powojenny
W okresie powojennym uprzemysłowienie miasta i rozwój, wzrost liczby mieszkańców z 22 tysięcy w roku 1973 do 27 tysięcy w roku 1985, elektryfikacja linii kolejowych Krotoszyn – Jarocin, Krotoszyn – Grabowno Wielkie, Krotoszyn – Ostrów Wielkopolski.
W latach 1975–1998 miasto administracyjnie należało do woj. kaliskiego. Po likwidacji powiatu nastąpiły ograniczenie samorządności i zmniejszenie nakładów. Po roku 1989 dalszy rozwój, nowe inwestycje, renowacje niektórych obiektów, ale także likwidacja kolei wąskotorowej Krotoszyn – Rozdrażew – Dobrzyca – Pleszew. W 1999 ponowne przywrócenie powiatu krotoszyńskiego.
W 2016 miasto gościło Mistrzostwa Europy w Sumo.
W 2023 zniesiono oficjalnie części miasta o nazwach Starków i Zmysłów.

## Architektura

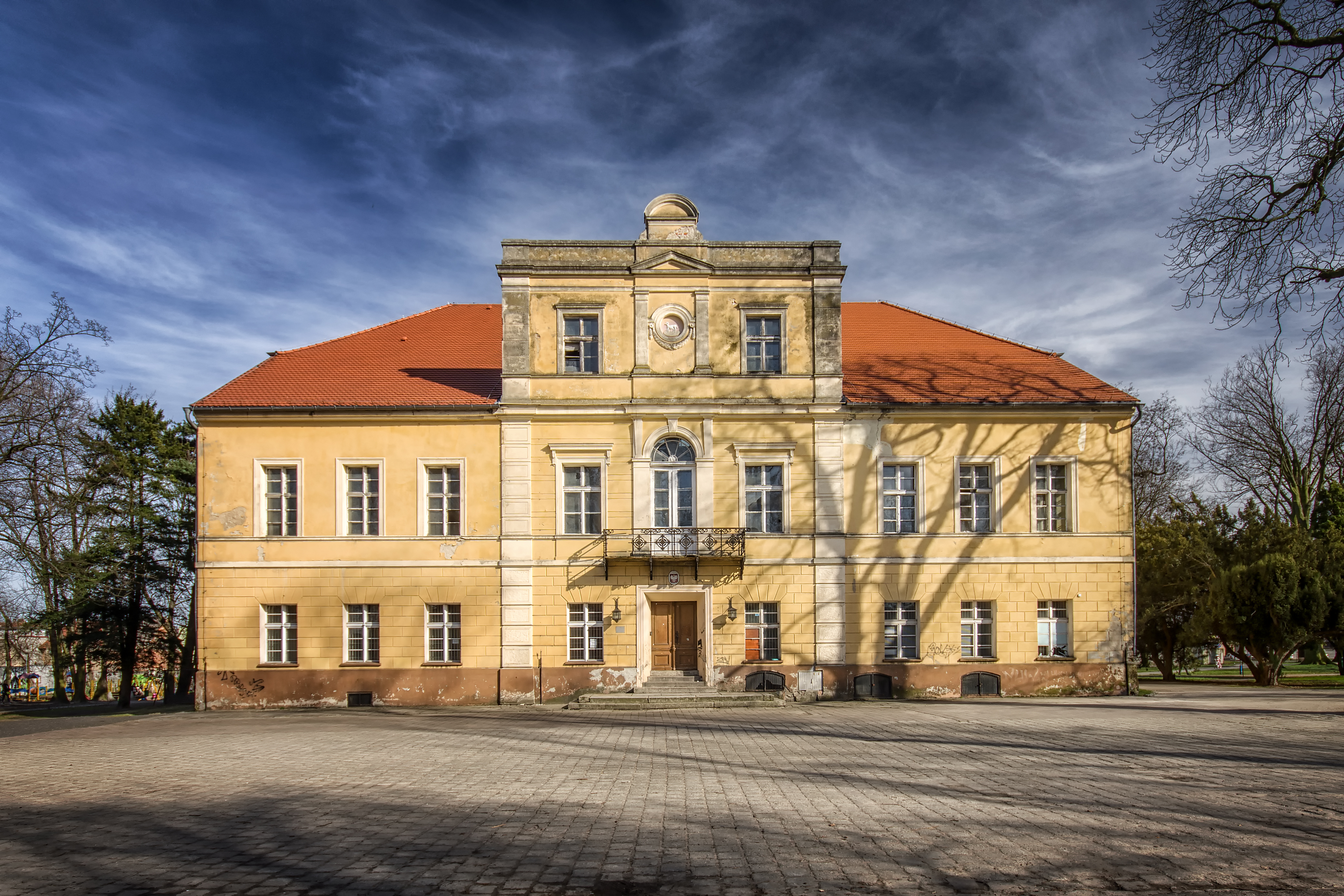
Pałac w Krotoszynie

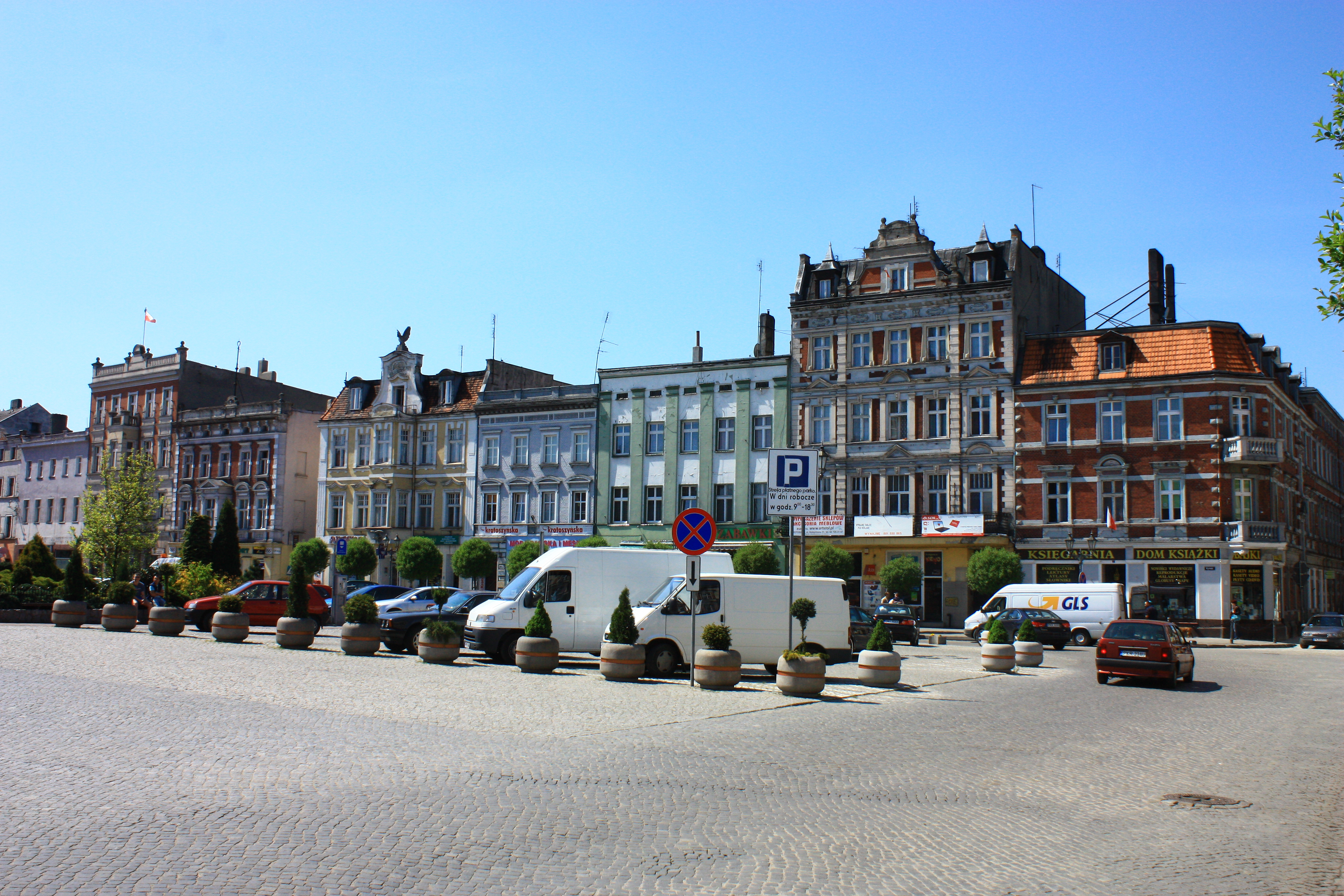
Układ urbanistyczny miasta, XIV/XV–XIX (przed modernizacją)

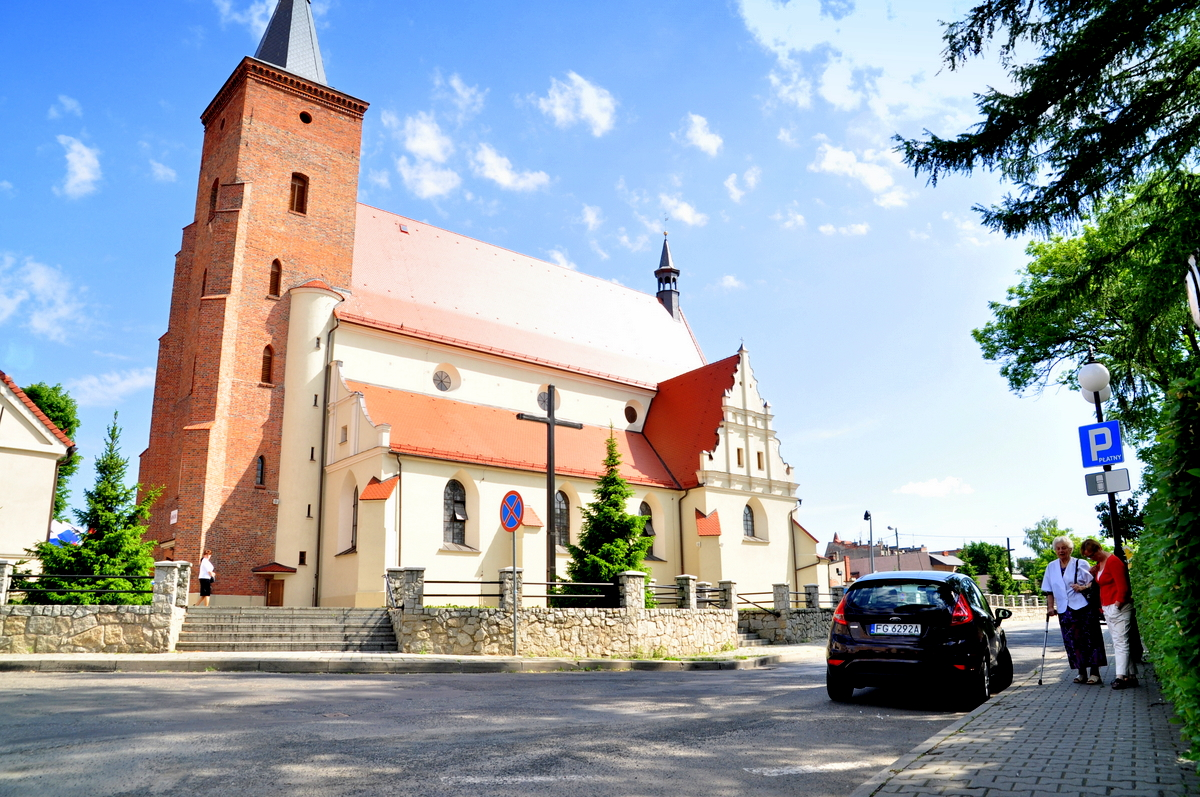
Późnogotycki kościół św. Jana Chrzciciela

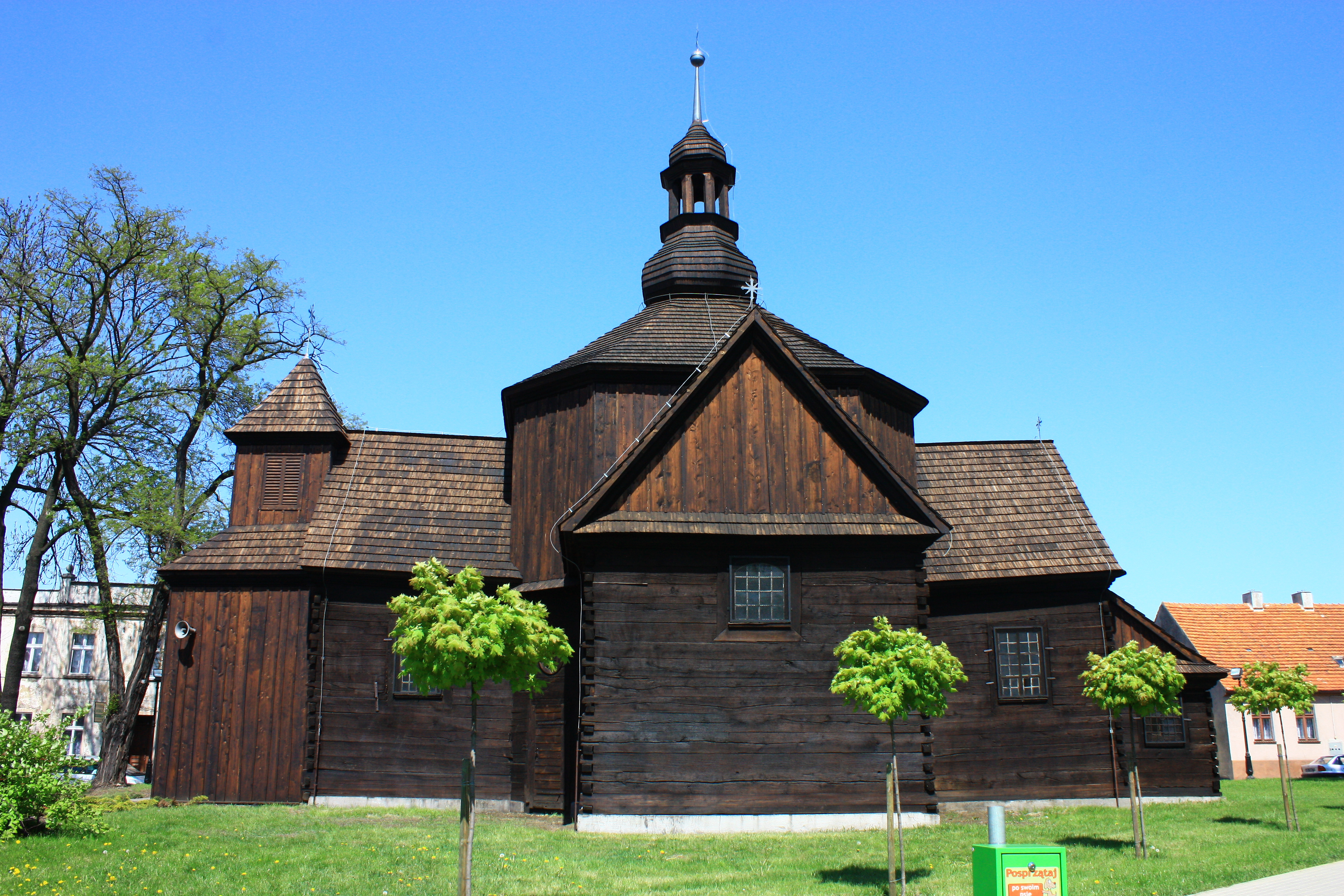
Kościół św. Fabiana i św. Sebastiana (1572)

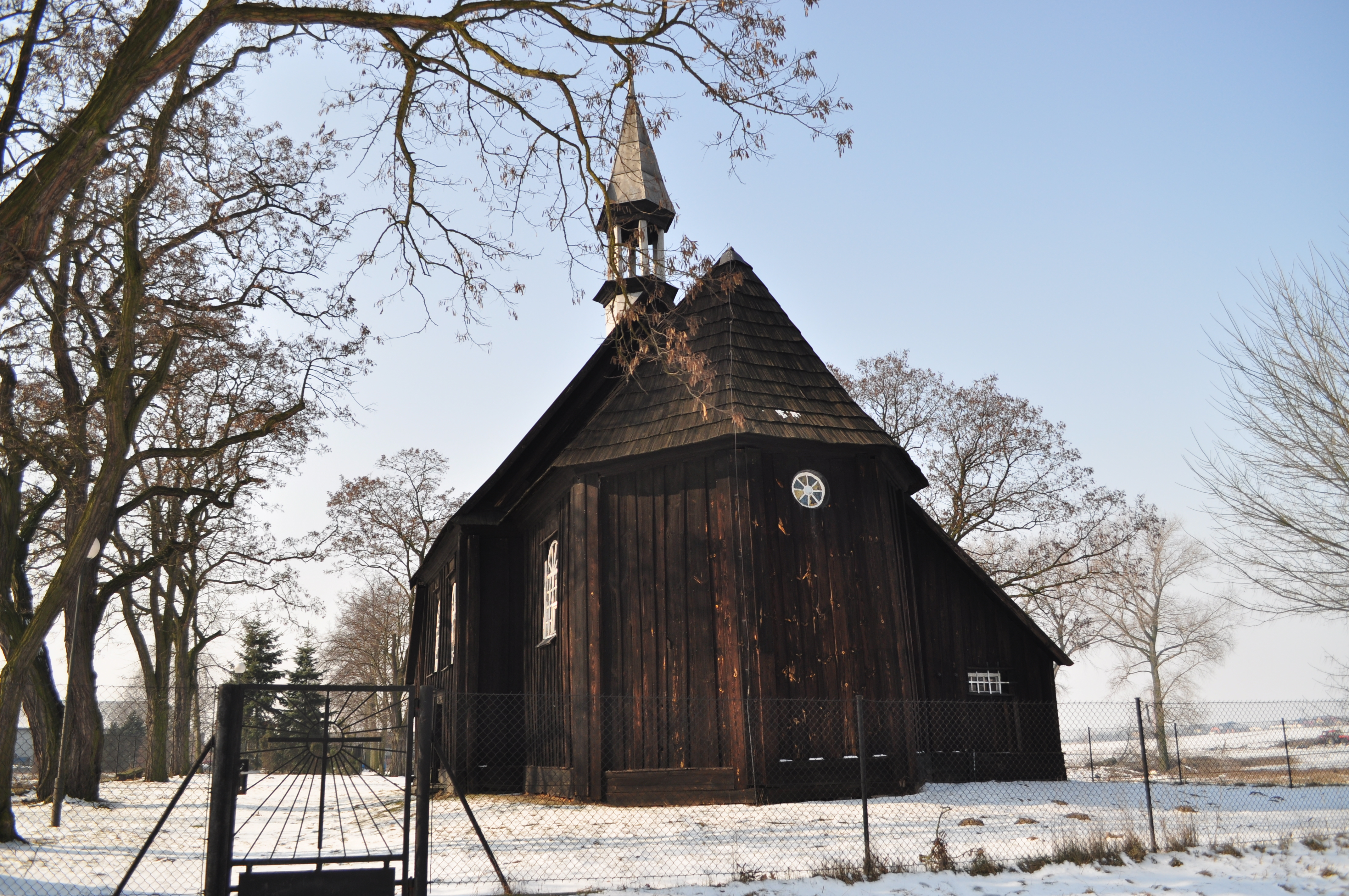
Zabytkowy Kościół św. Marii Magdaleny (1755)

### Zabytki
Zabytkami prawnie chronionymi są:
- Historyczny układ urbanistyczny miasta, XIV/XV–XIX,
- ratusz w Rynku, zbudowany w 1689 roku z fundacji burmistrza J. Dobrowolskiego oraz właściciela Krotoszyna F.Z. Gałeckiego, w 1774 spalony, odbudowany, nadbudowany o jedną kondygnację i przebudowany w latach 1898–1899, obecnie neorenesansowy, trzykondygnacyjny z mansardami, ze stromymi dachami dwuspadowymi, z niewielkimi wieżyczkami na bokach ścian przedniej i tylnej, od XIX wieku otoczony kramami, które w latach 1968–1969 zostały zlikwidowane i przebudowane na betonowe pawilony handlowe,
  - wieża mająca ślady pierwotnego wyglądu budowli, barokowa, smukła, ośmioboczna, z zegarem i niewielkim balkonem, zwieńczona ażurowym hełmem z podwójną latarnią, z 1777 roku,
  - sklepienia w przyziemiu, również pozostałość po „pierwszym” ratuszu, dawniej cele więzienne,
- kościół farny św. Jana Chrzciciela, późnogotycki, wybudowany w latach 1592–1597 z fundacji kasztelana poznańskiego Jana Rozdrażewskiego dla braci czeskich, od 1601 roku katolicki, trójnawowy, o układzie bazylikowym, ze sklepieniem kolebkowym z lunetami,
  - wieża na planie kwadratu,
  - kaplice boczne z renesansowymi szczytami,
  - bogate wyposażenie wnętrza z XVII i XVIII wieku,
  - ołtarz główny, manierystyczny, z lat 1630–1640, drewniany, trzykondygnacyjny, z kopią obrazu Rubensa Zdjęcie z krzyża z XVII wieku oraz późnogotycką rzeźbą Madonna z Dzieciątkiem,
  - belka tęczowa z grupą pasyjną z XVII wieku,
  - renesansowy nagrobek Jana Rozdrażewskiego (zmarłego w 1600), wykonany z piaskowca w latach 1597–1599, z postacią leżącego rycerza w zbroi,
- Kościół św. Fabiana i św. Sebastiana z 1572, zbudowany jako szpitalny, na planie krzyża greckiego, drewniany, z kopułą, kryty gontem, restaurowany w XIX wieku, we wnętrzu krzyż procesyjny z XIX wieku, tablica z XVIII wieku poświęcona ofiarom zarazy,
- Barokowy zespół klasztorny trynitarzy:
  - klasztor z 1733, trynitarski do kasaty zakonu w 1819, nad wejściem herby szlacheckie (Pilawa, Mniszech), w piwnicy i na parterze sklepienia kolebkowe, obecnie Muzeum Regionalne,
  - kościół św. Ap. Piotra i Pawła, późnobarokowy, wybudowany w latach 1766–1772 według projektu K.M. Frantza, jednonawowy, ambona w kształcie łodzi z żaglem i sieciami, wyposażenie wnętrza barokowe,
- Pałac w Krotoszynie Rozdrażewskich i Gałeckich, barokowy z późnoklasycystyczną fasadą, obecnie szkoła, zachowana sala na I piętrze z podcieniami, polichromowany strop dawnej sali balowej. Powstał w miejscu wzmiankowanej w 1415 roku fortalicji, położonej na południe od miasta, którą wzniósł Wierzbięta. Około 1585 roku Jan Rozdrażewski wybudował w miejscu drewnianego piętrowy, podpiwniczony dwór murowany „pod dwoma dachami”, z trzema pomieszczeniami na parterze i piętrze oraz sześcioma w piwnicy, obok dworu urządzono ogród. Kolejny właściciel Franciszek Gałecki w latach 1692–1700 przebudował dwór poszerzając fasadę budynku o boczne alkierzowe wieże. Na parterze urządzono siedem izb i dwa gabinety, na piętrze sześć pomieszczeń, a w piwnicy m.in. kuchnię. Inwentarz spisany po śmierci Franciszka Gałeckiego z 1718 roku wymienia m.in. skarbiec (a w nim wiele sztuk broni), a na piętrze bibliotekę. Sufity dwóch gabinetów ozdabiały m.in. malowidła „wojny wiedeńskiej” i „wojny chocimskiej”. Na korytarzach i w pomieszczeniach zawieszono łącznie 140 obrazów. Teren dworski, zwany zamkowym, ogrodzony był wysokim płotem, wjazd do niego prowadził od strony północnej przez most zwodzony oraz wielką bramę z malowanymi na blasze herbami: Junosza z Gałeckich i Sasa Rozalii z Dzieduszyckich. Od córki Gałeckiego pałac w 1725 roku przejął Józef Potocki. Niedługo po tym wydarzeniu pałac uległ spaleniu. Józef Potocki odnowił go w 1727 roku, pokrył budynek nową blachą i wzbogacił nową dekoracją. Z sieni, w której stała warta, wchodziło się do apartamentów. Na piętrze, przez całą szerokość budowli, urządzono salę balową oświetloną sześcioma oknami po każdej z dwóch stron. Ściany szczytowe ozdabiały pilastry[11]
  - park pałacowy, założony w 1685 jako ogród włoski, później przekształcony na park krajobrazowy (ok. 1819), okazy drzew egzotycznych, obecnie Park Miejski,
- Zespół kościelny poewangelicki, z lat 1788–1790, neobarokowa fasada z lat 1884–1885, klasycystyczny, na rzucie koła,
- Kościół fil. pw. św. Marii Magdaleny, Stary Krotoszyn, drewniany, 1755,
- Dom z oficyną, ul. Kobylińska 8, ok. XIX,
- Gimnazjum, ob. LO, ul. Kołłątaja 1, 1878-81,
- Budynek sali gimnastycznej, 1903,
- Dom dla nauczycieli, 1881,
- Zespół starostwa, ul. Kołłątaja 7, pocz. XX, składający się ze starostwa, ob. Urząd Miasta, i budynku gospodarczego,
- Dom, ul. Koźmińska 36, szach., 2 poł. XVIII,
- Dom, ul. Popiełuszki 3, 1 ćw. XIX,
- Dom, ul. Popiełuszki 6, szach., 1 poł. XIX,
- Dom, ul. Powstańców Wielkopolskich 14,
- Dom, ul. Sienkiewicza 5, 1 poł. XIX,
- Dom, ul. Sienkiewicza 6, XVIII/XIX,
- Dawny sąd, ul. Sienkiewicza 9, 1 ćw. XIX,
- Dom, ul. Sienkiewicza 14, 1820,
- Dom, ul. Rawicka 8, 1823,
- Dom, ul. Rawicka 20, 1 poł. XIX,
- Dom, ul. Rawicka 28, 1 poł. XIX,
- Dworek, ul. Zamkowy Folwark, XVIII/XIX.

### Pozostałe obiekty

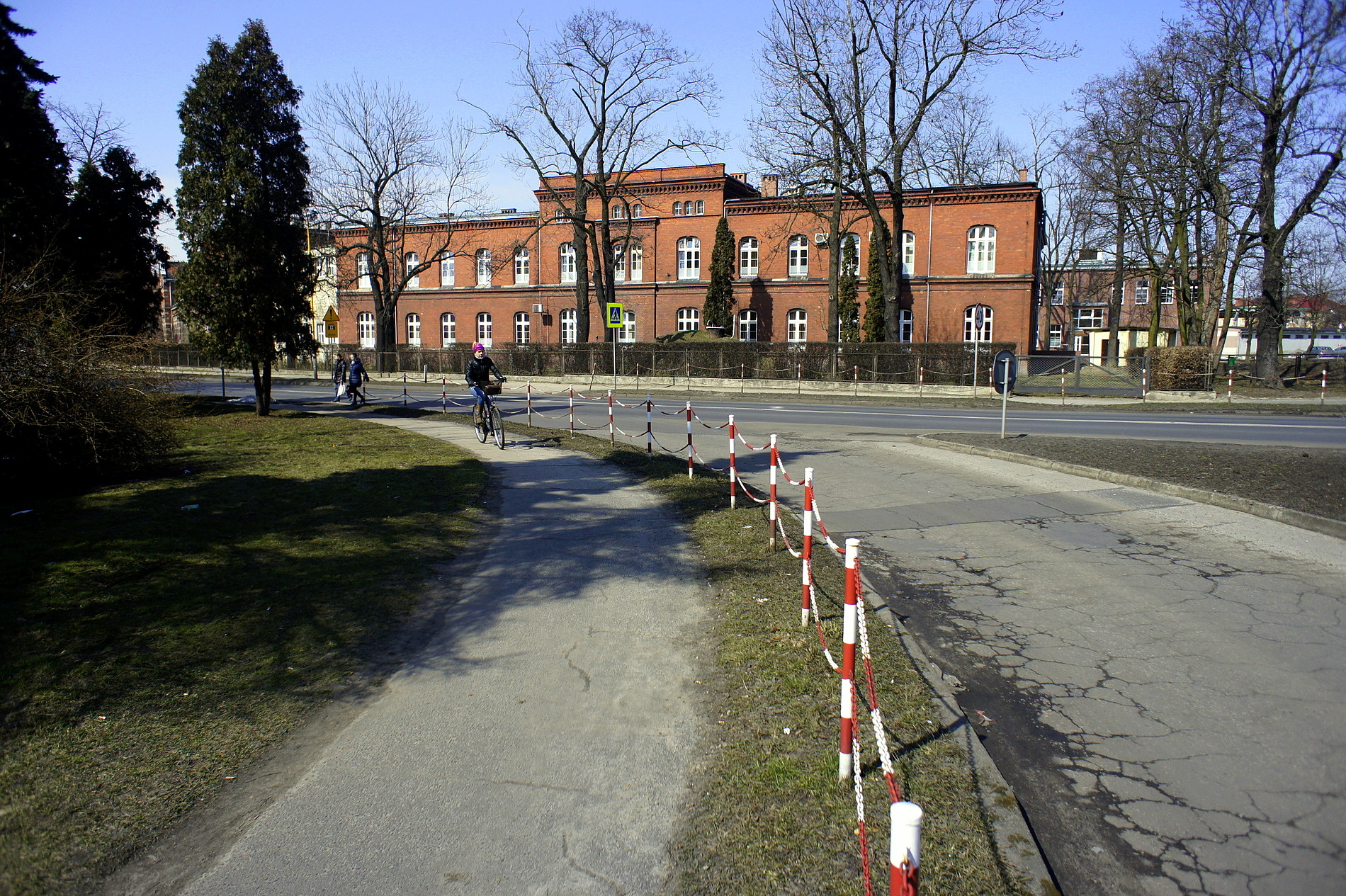
Szpital Powiatowy

- Arsenał z 1823 roku, klasycystyczny,
- Cmentarz,
  - obelisk powstańców wielkopolskich oraz żołnierzy 56 Pułku Piechoty Wielkopolskiej i 2 Pułku Strzelców Wielkopolskich,
  - grób pułkownika W.J. Tyczyńskiego, dowódcy 56 Pułku Piechoty w latach 1932–1939,
  - Krzyż Katyński w Krotoszynie.

## Przyroda
- Obszary Chronionego Krajobrazu Dąbrowy Krotoszyńskie i Baszków Rochy,
- Dąbrowy Krotoszyńskie,
- Leśny Rezerwat przyrody Miejski Bór,
- Park Miejski.

## Demografia
- Piramida wieku mieszkańców Krotoszyna w 2014 roku[12].

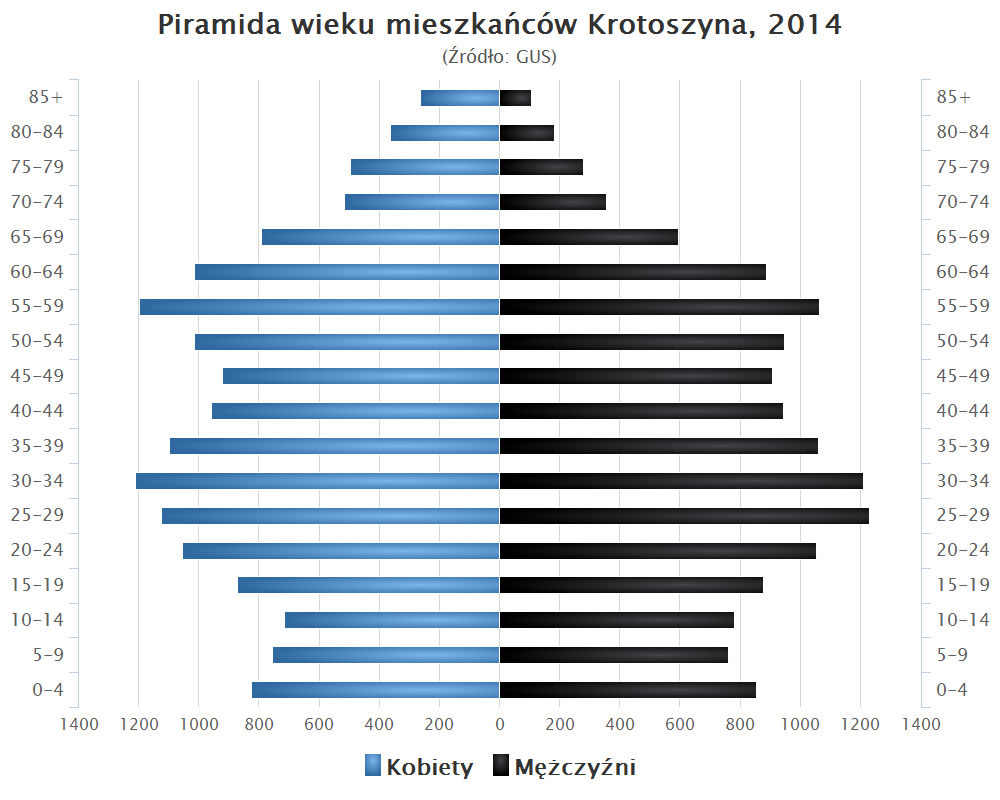

## Gospodarka

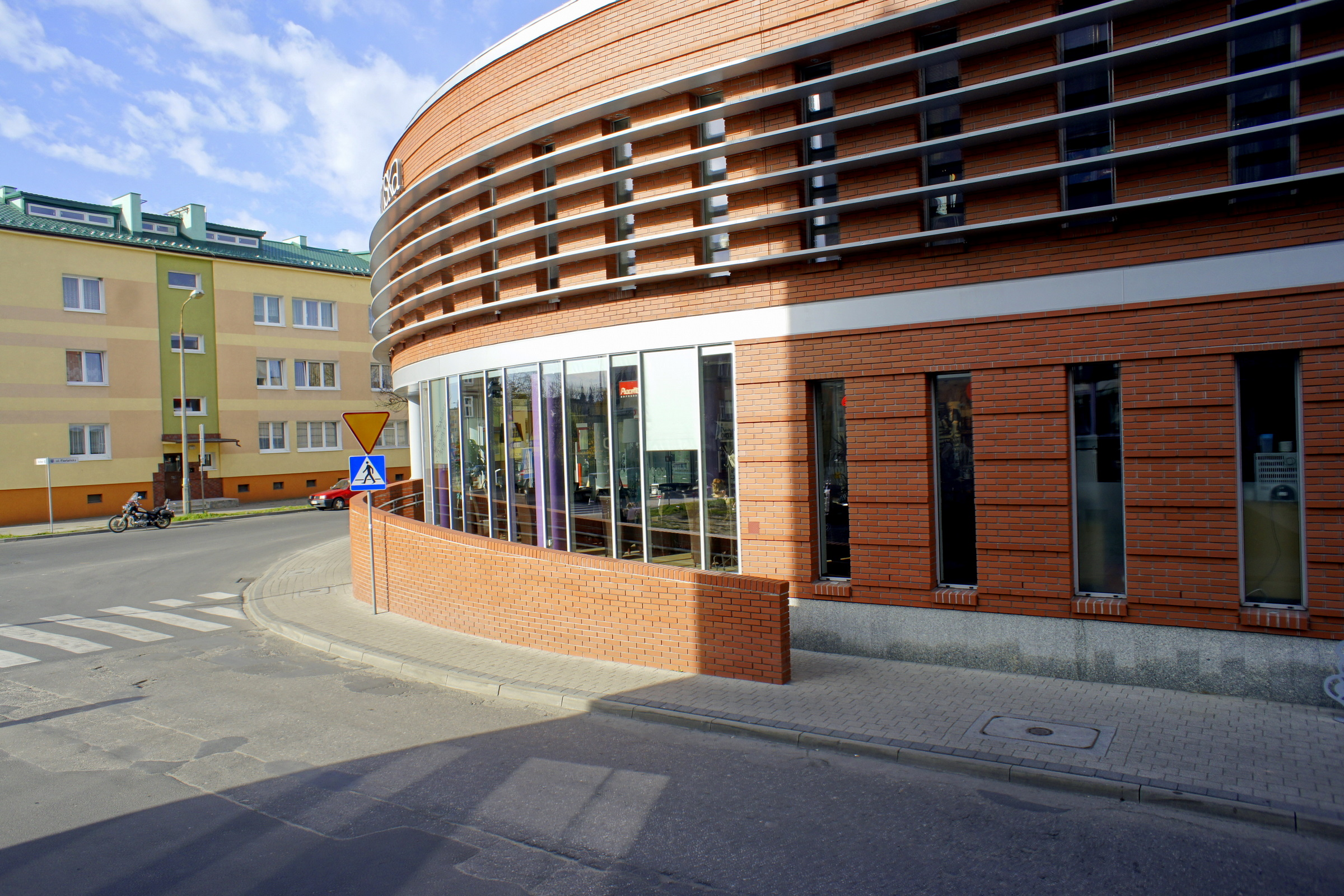
Zbieg ulic: Słodowej i Floriana z budynkiem centrum handlowego

Największym zakładem w mieście jest Mahle Polska Sp. z o.o., zatrudniający ok. 3000 osób, produkujący komponenty do silników spalinowych światowych producentów. Inne ważne zakłady branży metalowej to: Jotkel Sp. z o.o. Sp. k., Fugor Sp. z o.o., Metpol, Konstal. W Krotoszynie istnieją dwa zakłady konfekcyjne Teomina S.A. i Krisbit. Największymi zakładami branży spożywczej są Nutricia Sp. z o.o. i Ewa Krotoszyn S.A. Dużymi zakładami są również: Maxpol, Krepel Polska Sp. z o.o., Gembiak-Mikstacki, Wytwórnia betonu Ochmam. W Krotoszynie mają również siedzibę dwa duże przedsiębiorstwa handlowe: AT Krotoszyn S.A. i Dino Sp. z o.o., mające swoje sklepy i hurtownie na terenie całego kraju.
W kwietniu 2023 roku została otwarta na zbiegu ulic (i na miejscu dawnego Zakładu Przetwórstwa Mięsnego) Kobylińskiej i Henryka Sienkiewicza Park Handlowy "Mozaika" który oferuje 12 sklepów znanych firm np. Action, House, Cropp, Neonet, Pepco, Aldi i Dealz.
Na czwarty kwartał 2024 roku planowane jest otwarcie Parku Handlowego Mozaika 2, na drodze krajowej 36, na przeciwko biurowca Dino. Mają być otwarte tam sklepy między innymi: Biedronka i Castorama.

## Transport

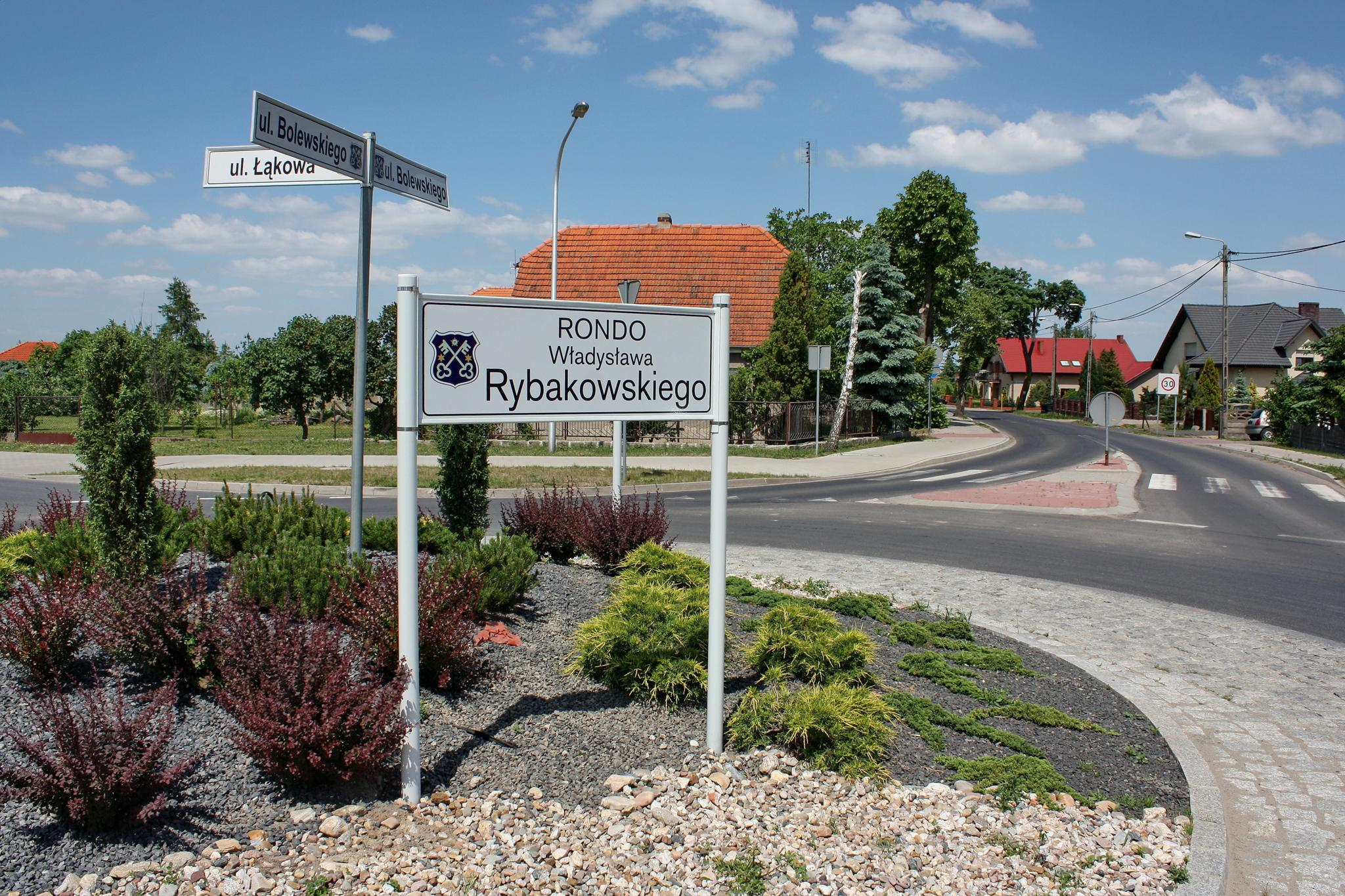
Rondo Wł. Rybakowskiego w Krotoszynie

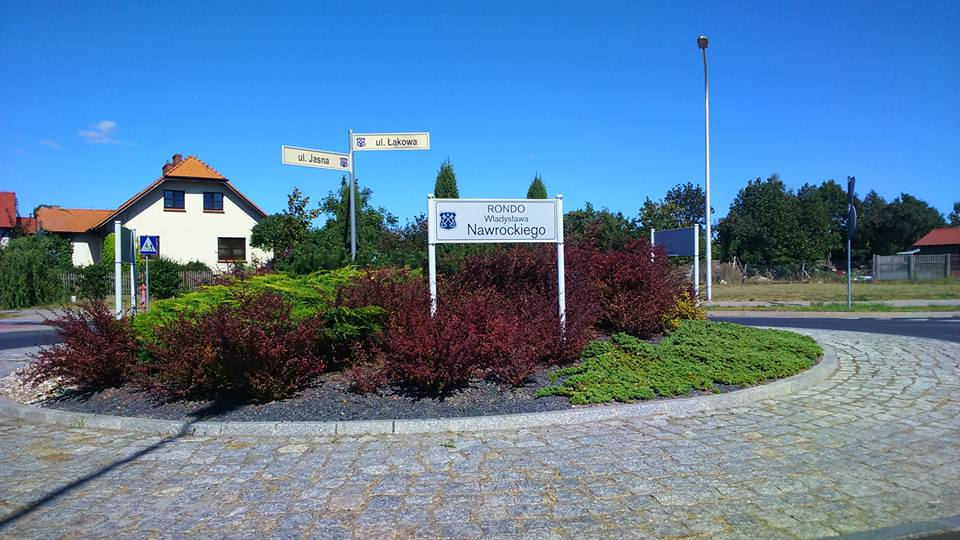
Rondo Władysława Nawrockiego

### Transport drogowy
Przez miasto przebiegają drogi krajowe i wojewódzkie:
- Droga krajowa nr 15: (Wrocław) – Trzebnica – Krotoszyn – Września – Gniezno – Toruń – Ostróda – (Olsztyn)
- Droga krajowa nr 36: Ostrów Wielkopolski – Krotoszyn – Rawicz – Lubin – Prochowice
- Droga wojewódzka nr 444: Krotoszyn – Sulmierzyce – Odolanów – Ostrzeszów.

#### Komunikacja miejska
W Krotoszynie funkcjonuje komunikacja miejska obsługiwana przez autobusy Miejskiego Zakładu Komunikacji.
MZK Krotoszyn obsługuje 11 linii autobusowych:
- Linia nr 1: Krotoszyn – Cieszków
- Linia nr 2: Krotoszyn – Janów (o. Orpiszewa)
- Linia nr 3: Krotoszyn – Dzierżanów
- Linia nr 4: Krotoszyn – Wielowieś
- Linia nr 5: Krotoszyn – Sulmierzyce
- Linia nr 6: Krotoszyn – Rozdrażew
- Linia nr 7: Krotoszyn – Świnków
- Linia nr 8: Krotoszyn – Ruda
- Linia nr 9: Krotoszyn – Roszki
- Linia nr J: Krotoszyn – Jarocin
- Linia nr K: Krotoszyn – Ostrów Wielkopolski

Ponadto na terenie Krotoszyna funkcjonują trzy linie autobusowe obsługiwane przez innych przewoźników:
- Linia nr K-1: Ostrów Wielkopolski – Krotoszyn obsługiwana przez MZK Ostrów Wlkp.,
- Linia nr B: Koźmin Wielkopolski – Krotoszyn obsługiwana przez SCR „Centrol” Koźmin Wlkp.,
- Linia nr X: Krotoszyn – Kobylin obsługiwana przez prywatnego przewoźnika z Krotoszyna.

### Transport kolejowy

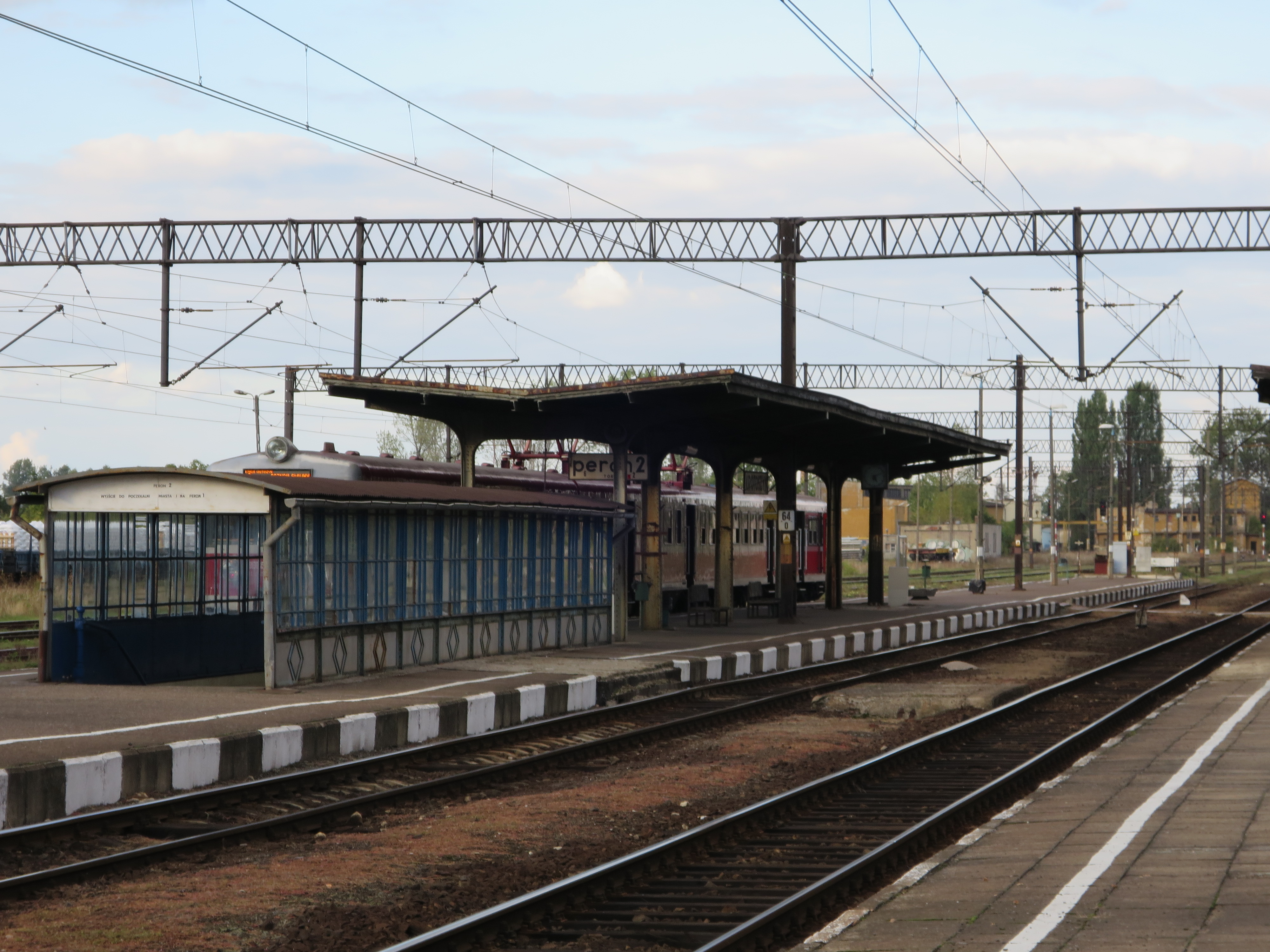
Dworzec kolejowy w Krotoszynie – widok od strony torów

W Krotoszynie krzyżują się linie kolejowe:
- nr 14: Tuplice – Głogów – Leszno – Krotoszyn – Ostrów Wielkopolski – Kalisz – Łódź Kaliska,
- nr 281: Oleśnica – Krotoszyn – Jarocin – Gniezno – Chojnice.

Obecnie Krotoszyn posiada bezpośrednie połączenia kolejowe między innymi z Poznaniem, Lesznem i Ostrowem Wielkopolskim, a także jedno dziennie z Wrocławiem. Dawniej można było stąd bezpośrednio dojechać m.in. do Piły, Zbąszynka, Głogowa i Łodzi.
W Krotoszynie w okolicach dworca kolejowego znajdowała się do 1987 stacja rozebranego odcinka kolei wąskotorowej relacji: Krotoszyn Wąsk. – Dobrzyca – Pleszew Wąsk. – Pleszew, kursującej w ramach tzw. Krotoszyńskiej Kolei Dojazdowej.

### Transport lotniczy
W 2013 przy ul. Mickiewicza oddano do użytku sanitarne lądowisko.

## Polityka

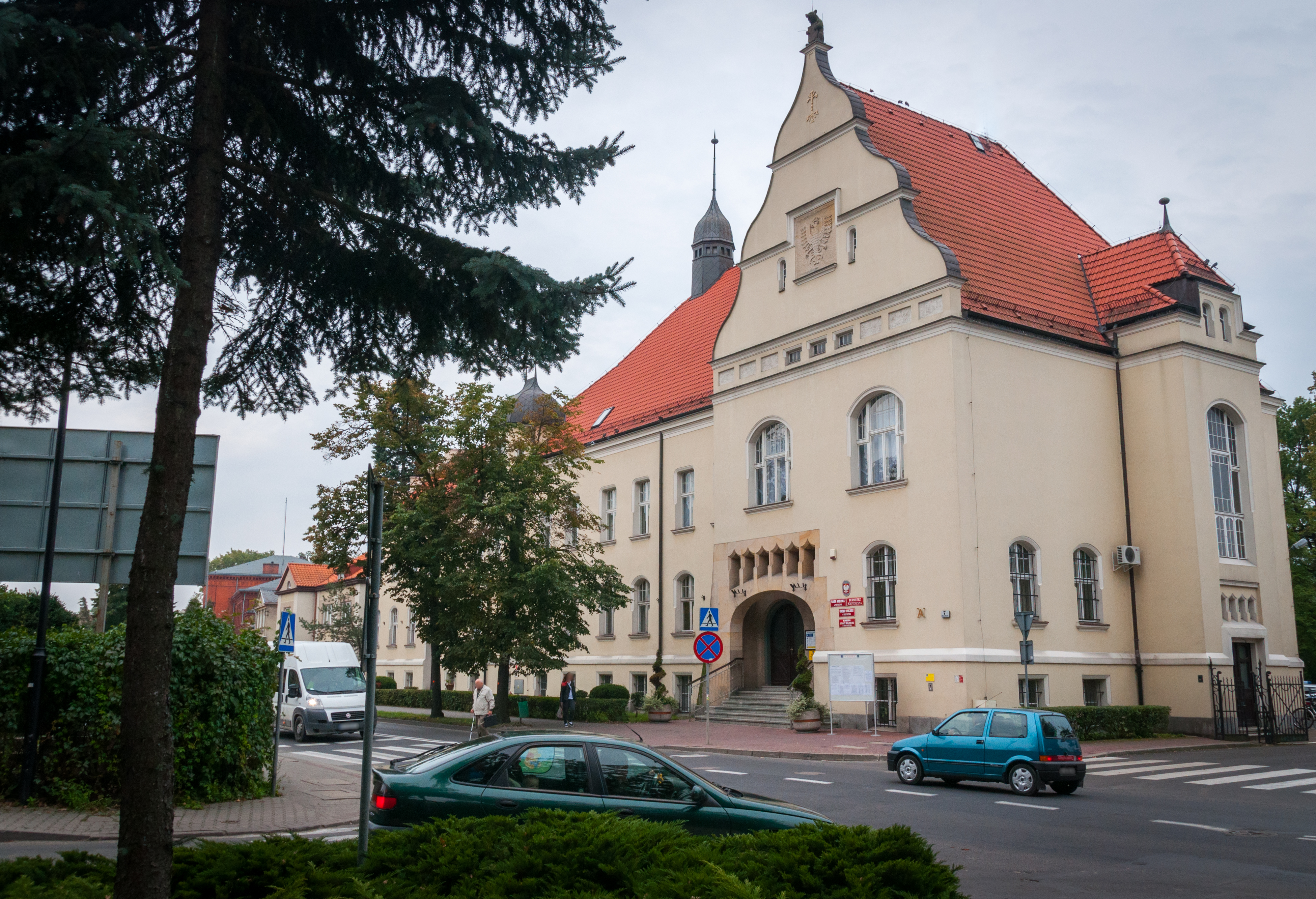
Budynek Starostwa, obecnie Urząd Miasta i Gminy Krotoszyn

### Burmistrzowie Krotoszyna (od 1990)
- 1990–1994 Mikołaj Ilnicki
- 1994-2014 Julian Jokś
- 2014-2024 Franciszek Marszałek
- od 2024 Natalia Robakowska

### Przewodniczący Rady Miejskiej (od 1990)
- 1990–1994 Marian Grządka
- 1994–1998 Ryszard Belak
- 1998–2002 Włodzimierz Fudała
- 2002 Krzysztof Krysztofiak
- 2002−2006 Wiesław Świca
- 2006-2018 Zofia Jamka
- 2018-2024 Anna Sikora
- 2024-nadal Krzysztof Manista

### Skład Rady Miejskiej VIII kadencji (2018–2023)
Koalicja – 11 radnych
- Polskie Stronnictwo Ludowe - 8 radnych
- Samorządowa Inicjatywa Obywatelska - 3 radnych

Opozycja - 10 radnych
- Prawo i Sprawiedliwość - 4 radnych
- Obywatelskie Porozumienie Samorządowe - 3 radnych
- Platforma.Nowoczesna Koalicja Obywatelska - 2 radnych
- Krotoszyn na nowo - 1 radny

### Współpraca międzynarodowa
Miasta partnerskie
- Brummen (od 15 marca 1989)
- Mejszagoła (od 18 stycznia 1992)
- Fontenay-le-Comte (od 28 maja 1994)
- Dierdorf (od 6 września 1997)
- Bucak (od 3 września 2007)
- Okinoshima (Shimane) (od 9 lipca 2016)
- Fonyód (od 27 lipca 2017)

## Oświata
- Szkoły podstawowe
  - Szkoła Podstawowa nr 1 im. Powstańców Wielkopolskich w Krotoszynie, al. Powstańców Wlkp. 13,
  - Szkoła Podstawowa nr 3 z Oddziałami Integracyjnymi im. Jana Pawła II w Krotoszynie, ul. Plac Szkolny 19,
  - Szkoła Podstawowa nr 4 im. Wojska Polskiego w Krotoszynie, ul. Sienkiewicza 9,
  - Szkoła Podstawowa nr 5 im. Mikołaja Kopernika w Krotoszynie, ul. Zdunowska 83,
  - Szkoła Podstawowa nr 7 z Oddziałami Integracyjnymi im. Henryka Jordana w Krotoszynie, ul. Władysława Jagiełły 4,
  - Szkoła Podstawowa nr 8 z Oddziałami Dwujęzycznymi im. Marii Skłodowskiej-Curie w Krotoszynie, ul. 23 Stycznia 20.
- Szkoły ponadpodstawowe
  - Liceum Ogólnokształcące im. H. Kołłątaja w Krotoszynie, ul. Kołłątaja 1,
  - Zespół Szkół Ponadgimnazjalnych nr 1 w Krotoszynie, ul. Mickiewicza 11,
  - Zespół Szkół Ponadgimnazjalnych nr 2 im. Karola F. Libelta w Krotoszynie, Plac Jana Pawła II nr 5,
  - Zespół Szkół Ponadgimnazjalnych nr 3 im. Jana Pawła II w Krotoszynie, ul. Zdunowska 81,
  - Zakład Doskonalenia Zawodowego w Krotoszynie, Plac Jana Pawła II nr 5 (budynek nr ZSP 2),
  - Zespół Szkół Specjalnych w Krotoszynie, ul. Ostrowska 39,
- Szkoły artystyczne
  - Państwowa Szkoła Muzyczna I Stopnia w Krotoszynie, ul. Młyńska 2 D,
  - Społeczne Ognisko Muzyczne w Krotoszynie, ul. Młyńska 2 D.

## Kultura

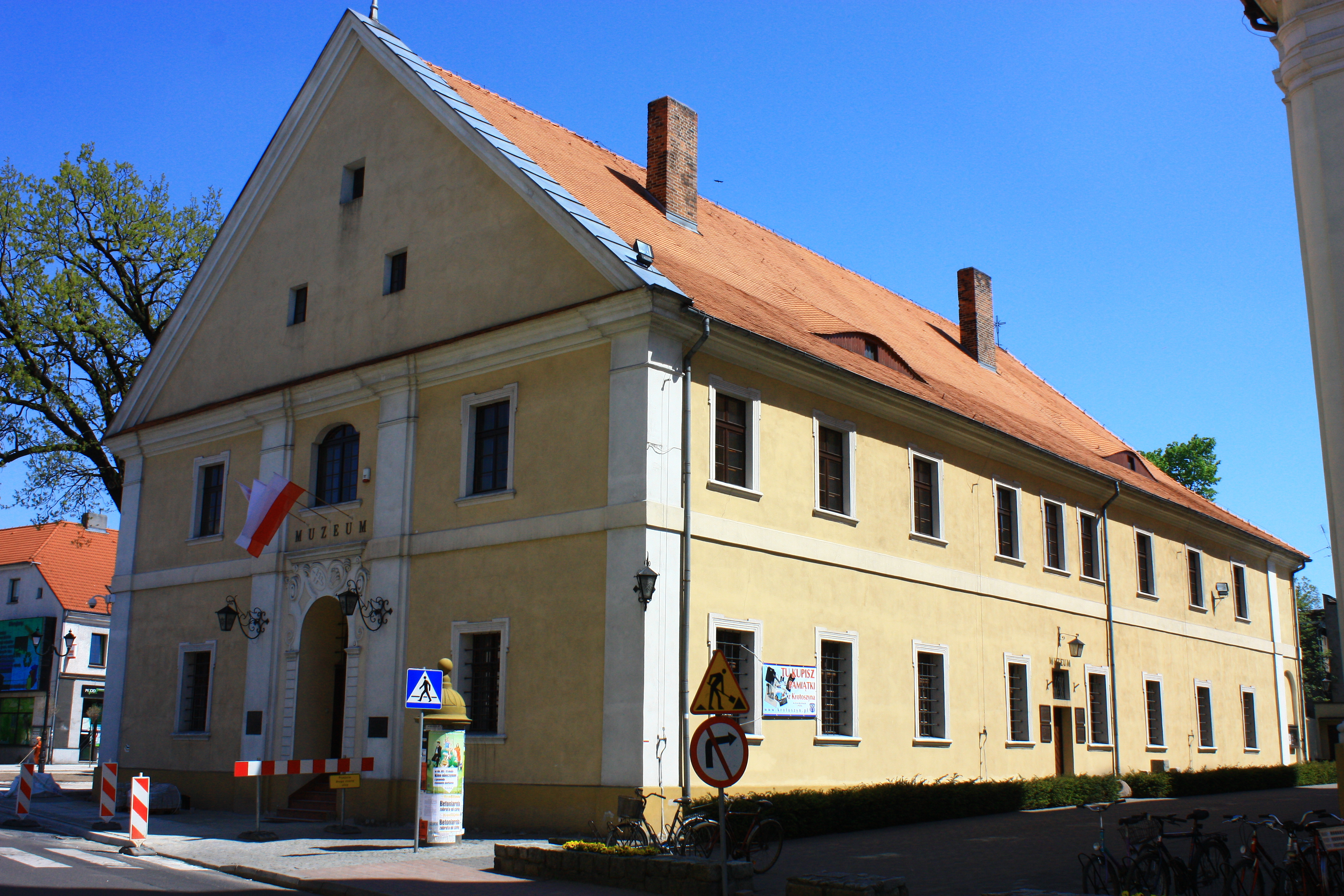
Muzeum Regionalne im. Hieronima Ławniczaka w Krotoszynie (2011)

W Krotoszynie działają trzy gminne (miejskie) instytucje kultury:
- Krotoszyński Ośrodek Kultury, który organizuje Ogólnopolski Turniej Poetycki „Autoportret Jesienny”[14] oraz prowadzi kino „Przedwiośnie” i galerię sztuki „Refektarz”
- Krotoszyńska Biblioteka Publiczna im. Arkadego Fiedlera
- Muzeum Regionalne im. Hieronima Ławniczaka w Krotoszynie, utworzone w 1957 przez społecznych opiekunów zabytków Polskiego Towarzystwa Turystyczno-Krajoznawczego[15] (od 1999 gminna instytucja kultury).

W Krotoszynie działa filia Książnicy Pedagogicznej im. Alfonsa Parczewskiego w Kaliszu.

## Znani mieszkańcy
- Agnieszka Duczmal
- Janusz Rybakowski
- Maria Siemionow
- Maciej Leśny
- Joanna Wronecka
- Tadeusz Bartoś
- Małgorzata Prokop-Paczkowska
- Szymon Matuszewski
- Katarzyna Grochola
- Adam Wiedemann
- Daria Przybylak
- Maciej Paterski
- Marcin Lijewski
- Olivier Janiak
- Jakub Świderski
- Paweł Bielawny
- Łukasz Kaczmarek (siatkarz)
- Norbert Życki
- Adrian Salwin

## Prasa
- Gazeta internetowa iKrotoszyn.pl
- Rzecz Krotoszyńska[potrzebny przypis]
- Gazeta Lokalna KROTOSZYN[potrzebny przypis]
- Gazeta Krotoszyńska[potrzebny przypis]

## Wspólnoty wyznaniowe

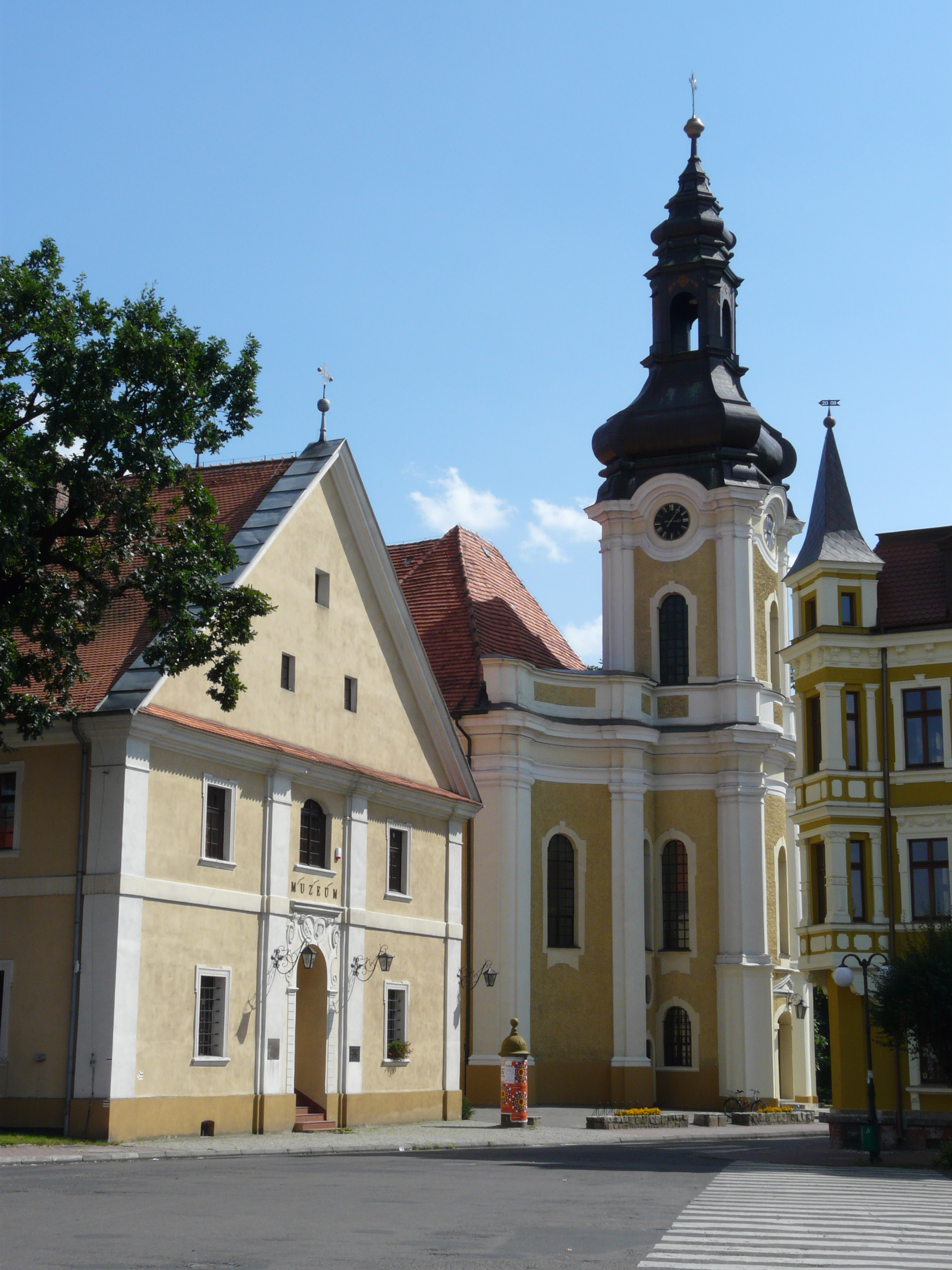
Klasztor z kościołem pw. św. Piotra i Pawła II.

Na terenie miasta działalność religijną prowadzą następujące Kościoły i związki wyznaniowe:
- Kościół rzymskokatolicki:
  - parafia pw. św. Andrzeja Boboli, ul. Popiełuszki 3
  - parafia pw. św. Jana Chrzciciela, ul. Farna 10
  - parafia pw. św. Marii Magdaleny, ul. Wiejska
  - parafia pw. św. Piotra i Pawła, ul. Klasztorna 3
- Kościół Zielonoświątkowy:
  - Centrum Chrześcijańskie „Charisma” w Krotoszynie, ul. Benicka 37[16]
- Judaizm mesjanistyczny:
  - Gmina Mesjańska w Krotoszynie, Rynek 9/12[17]
- Świadkowie Jehowy:
  - zbór Krotoszyn (Sala Królestwa, ul. Osadnicza 7)[18].

## Sport

### Kluby sportowe
- Klub Sportowy „Astra” Krotoszyn ul. Sportowa 1 (sekcje: piłka nożna, siatkówka),
- Ludowy Klub Sportowy „Ceramik”, ul. Sportowa 2 (sekcja: zapasy styl wolny),
- Klub Sportowy „Krotosz”, ul. Młyńska 2 B (sekcje: karate, pływanie, biegi, tenis stołowy),
- Towarzystwo Atletyczne „Rozum”, ul. Mały Rynek 13 (sekcja: sumo),
- Krotoszyn Open, Krotoszyńska Liga Piłki Nożnej,
- Uczniowski Klub Sportowy „Akademia Talentów” Krotoszyn ul. Sportowa 1 (sekcje: piłka nożna, siatkówka, biegi).